# Юр, Эндрю
Эндрю Юр (англ. Andrew Ure; 18 мая 1778, Глазго (Шотландия) — 2 января 1857, Лондон) — шотландский экономист и химик.
С 1804 года по 1830 год был профессором химии и натурфилософии в Андерсоновском институте (теперь Университет Стратклайда). Автор исследования «Словарь химии» (Dictionary of Chemistry, 1821), переведённый ещё при его жизни на немецкий и французский языки. В 1834 году объехал крупнейшие фабричные производства Британии, чтобы полученный опыт использовать в теоретических разработках. Сторонник операционного разделения труда. В истории экономических учений Эндрю Юр вошёл как исследователь, сделавший термины-словосочетания «философия фабрики» и «философия производства» структурообразующими элементами своего экономического учения. Автор работы «Словарь искусств, мануфактур и шахт» (Dictionary of Arts, Manufactures, and Mines, 1853). Методология Эндрю Юра была близка алгоритму интеллектуальных исканий математика и конструктора Чарльза Бэббиджа. Неоднократно упомянут в текстах Карла Маркса.